# Malörtskronmal
Malörtskronmal (Bucculatrix absinthii) är en fjärilsart som beskrevs av Garton 1865. Malörtskronmal ingår i släktet Bucculatrix och familjen kronmalar. Arten är reproducerande i Sverige. Inga underarter finns listade i Catalogue of Life.